# 그 남자가 나를 안았다
"그 남자가 나를 안았다"(Infatuation)는 한국에서 제작된 임나무 감독의 2002년 영화이다. 김덕은 등이 주연으로 출연하였다.

## 출연

### 주연
- 김덕은
- 홍우진

## 기타
- 음향: 서석준
- 음향: 백승록
- 미술: 왕성익